# Chapelle Saint-Sauveur (île Saint-Honorat)

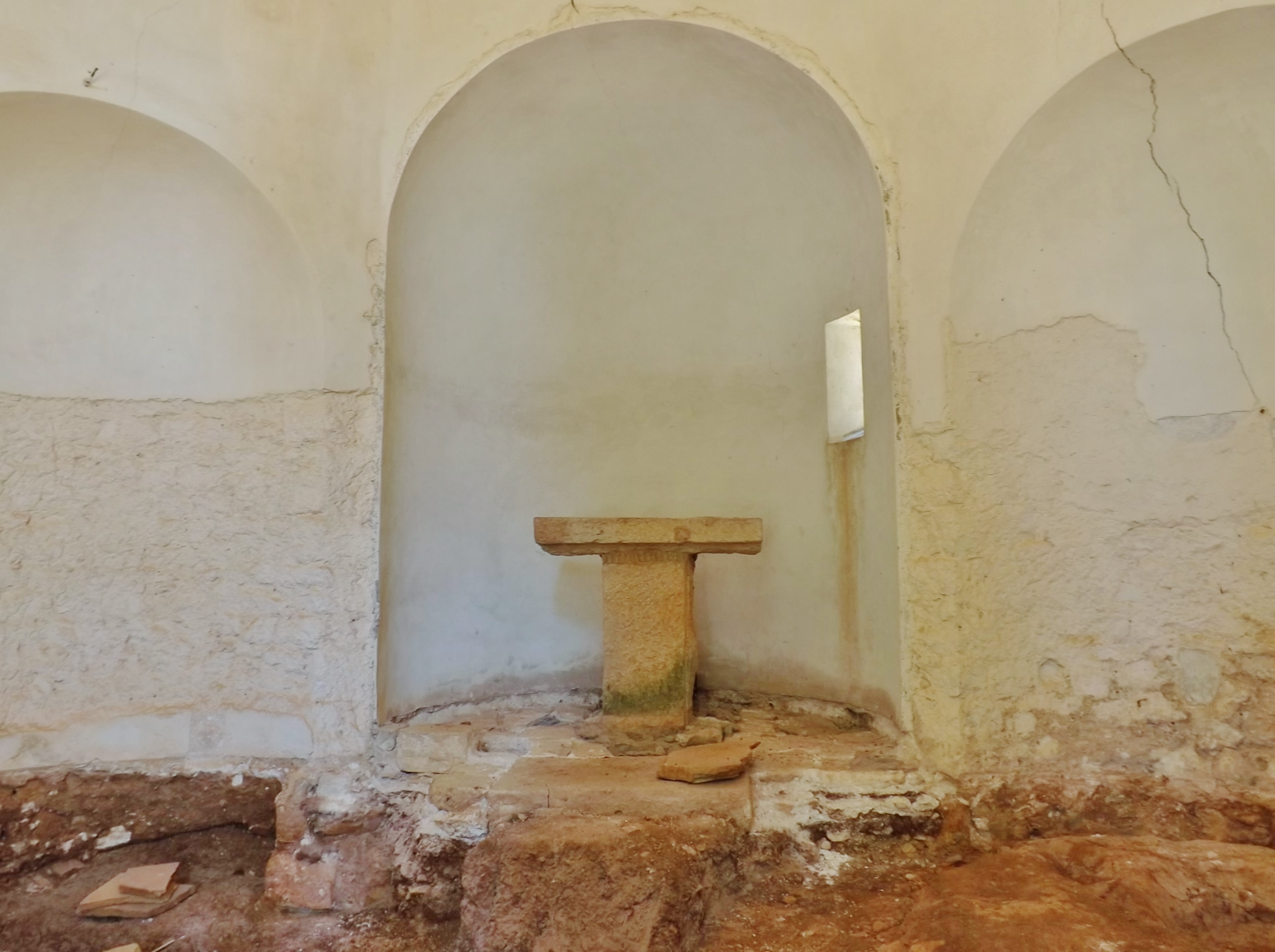
Intérieur de la chapelle en 2014.

La Chapelle Saint-Sauveur est une chapelle située sur l'île Saint-Honorat, dans la baie de Cannes. L'île dépend de la commune de Cannes, dans le département des Alpes-Maritimes, en région Provence-Alpes-Côte d'Azur, en France.
Elle est l'une des sept chapelles de l'abbaye de Lérins sur l'île Saint-Honorat, dont six subsistent : Saint-Pierre, Saint-Caprais, Saint-Michel, Saint-Porcaire, Saint-Sauveur et la Trinité. 
La Chapelle Saint-Sauveur est placée au nord-ouest de l'île, au milieu des champs d'oliviers, près du débarcadère.

## Historique
C'est vers 400-410, qu'Honorat et Caprais, se sont retirés sur l'île de Lérina, déjà citée par Pline l'Ancien, avec l'accord de l'évêque de Fréjus, saint Léonce.
Les fouilles en cours ont montré que le site est occupé depuis le Ve siècle. La première chapelle correspondait à l'organisation du coenobium dans l'Antiquité tardive. Les textes de cette époque montrent qu'il y a deux structures : une structure monumentale communautaire et une structure permettant une vie plus solitaire comme l'évoque Eucher, en 427 dans l' Éloge du désert : «Ces saints vieillards qui, en habitant des cellules séparées, ont introduit les Pères d'Égypte dans notre Gaule», ce qu'évoque aussi Sidoine Apollinaire : «Le sénat que constituent à Lérins ceux qui vivent dans des cellules». La chapelle est alors un bâtiment rectangulaire à abside semi-circulaire d'environ 7 mètres de longueur. Les fouilles ont montré un bâtiment du Ve siècle, abandonné au VIe siècle.
La nef a été ensuite prolongée vers l'ouest. Une banquette maçonnée devait entourer l'édifice. On peut donc supposer que c'était un lieu de réunion, peut-être à caractère funéraire.
Dans un troisième état, la découverte d'un dépotoir dans la chapelle montre que les moines l'ont abandonnée. La trouvaille d'une pièce d'Al-Andalus permet de dater cet état au VIIIe siècle en le rattachant au martyre de saint Porchaire ou Porcaire et des moines de Lérins massacrés au cours d'un raid sarrasin, vers 732. 
Des moines reviennent sur l'île à la fin du VIIIe siècle ou au début du IXe siècle. L'ancienne chapelle est ruinée. Une nouvelle chapelle est reconstruite dont on ne sait pas si son plan correspondait à celui de la chapelle actuelle. Celle-ci à plan central octogonal est dédiée au Saint Sauveur dont le culte s'est développé à l'époque carolingienne sous l'influence de Rome. Il est possible que cette chapelle avec les six autres faisait partie d'une liturgie stationnale. Prosper Mérimée a supposé que la chapelle était un baptistère mais les fouilles de 1948 n'ont pas mis au jour de cuve baptismale. Il est plus probable que l'église ait été un ancien martyrium. La chapelle date probablement du début du XIe siècle. La voûte en étoile est plus récente, probablement du XIIe siècle.
En 1787, l'abbaye est sécularisée au profit de l'évêque de Grasse. Elle ne comptait plus alors que 4 moines.
L'île Saint-Honorat et le monastère sont achetés en 1791 par Jean Alziary de Roquefort. Sa fille, l'actrice Marie-Blanche, connue sous le nom de Sainval, réside dans le château fort jusqu'en 1817 et en reste propriétaire jusqu'en 1830. Ils sont en suite rachetés par un commerçant de Vallauris, Jean-Louis Sicard. Ils deviennent ensuite la propriété d'un pasteur anglican, le révérend Henry Belmont Smith qui a entrepris de construire à Cannes, en 1854, le château de La Bocca, aujourd'hui détruit. En 1859, Mgr Henri Jordany, évêque de Fréjus rachète l'île Saint-Honorat pour la somme de 55 000 francs. L'abbaye est restaurée à partir de 1869.

## Architecture
La chapelle Saint-Sauveur a été construite sur un plan centré octogonal d'environ 8 mètres de diamètre. À l'intérieur, six pans de l'octogone sont ouverts par des niches semi-circulaires. Le pan situé côté est donne sur une abside. La porte en plein cintre de l'entrée est située en vis-à-vis de l'abside. La couverture est faite d'une voûte en blocage avec des arêtes rayonnantes.

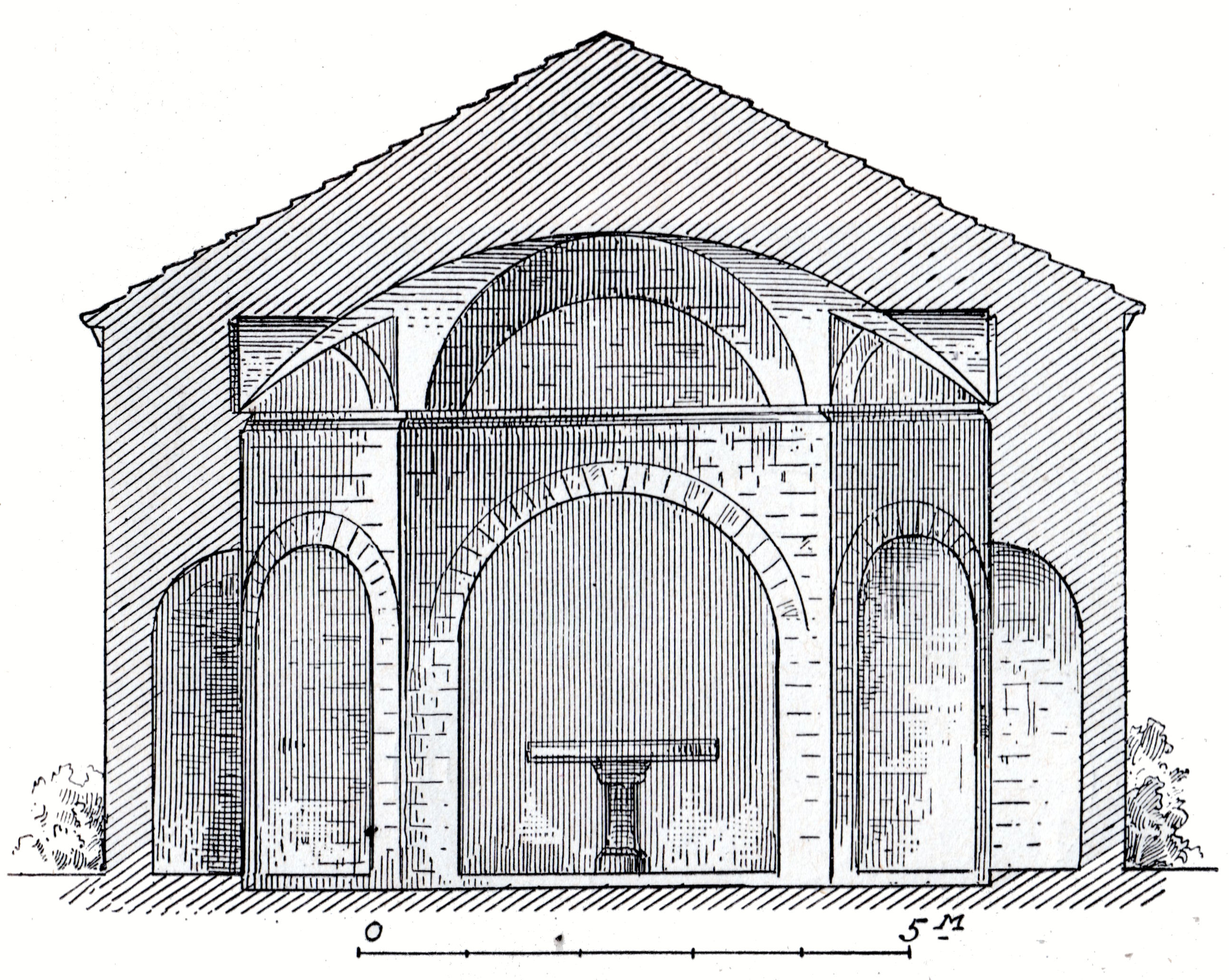
Coupe de la chapelle Saint-Sauveur.
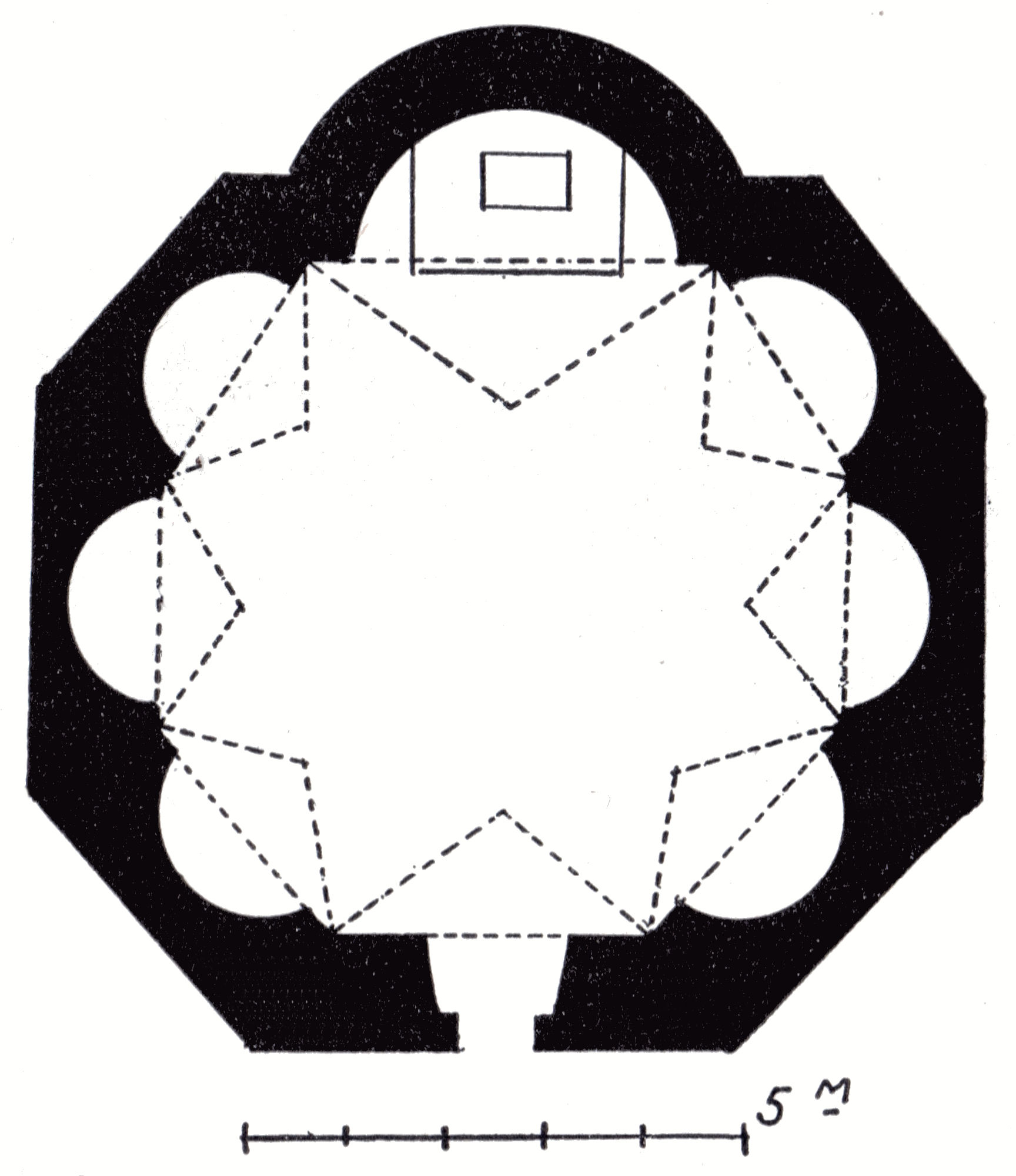
Plan de la chapelle, Congrès archéologique de France (1932).

## Protection du patrimoine
Cette chapelle fait l’objet d’un classement au titre des monuments historiques depuis le 12 juillet 1886.